# Емілі Бібер
Емілі Бібер (1810—1884) — німецька фотографка, яка відкрила фотостудію в Гамбурзі в 1852 р.

## Біографія
16 вересня 1852 року Бібер відкрила студію дагеротипу за адресою: Großen Bäckerstraße 26, у Гамбурзі, в той час, коли фотографуванням займалися майже виключно чоловіки. В результаті вона стала однією з перших жінок, яка стала професійною фотографкою у Німеччині. Спочатку її бізнес не приносив прибутку, тож вона збиралася продати його, однак вона отримала підтримку від віщуна, який побачив видіння з «безліччю возів, що чекали перед її студією». Зрештою вона стала успішною фотографкою портретів які потім тонувались вручну. У 1872 році прусський принц Фрідріх Карл призначив її придворною фотографкою. Після переїзду своєї студії на Neuer Jungfernstieg 20, вона передала свій бізнес своєму племіннику Леонарду Біберу (1841—1931), який успішно керував бізнесом з 1885 р., Відкривши філію в Берліні в 1892 р.

## Галерея

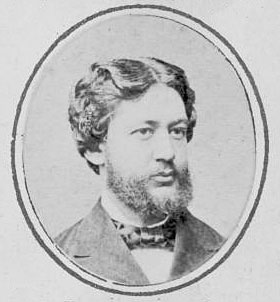
Австрійський віолончеліст Луїс Хегесі
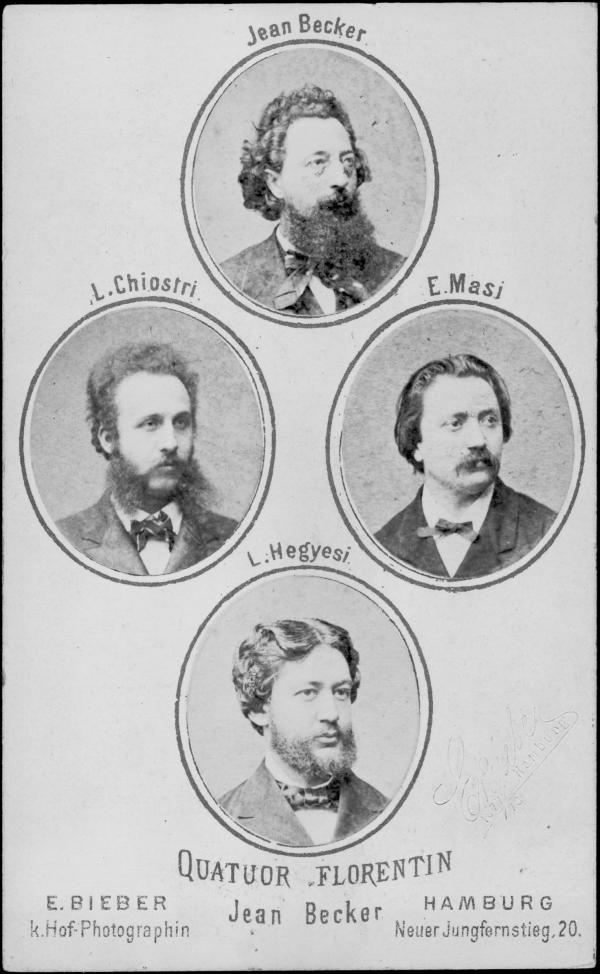
Флорентійський квартет